# 북마케도니아의 국기

북마케도니아의 국기 비율 1:2

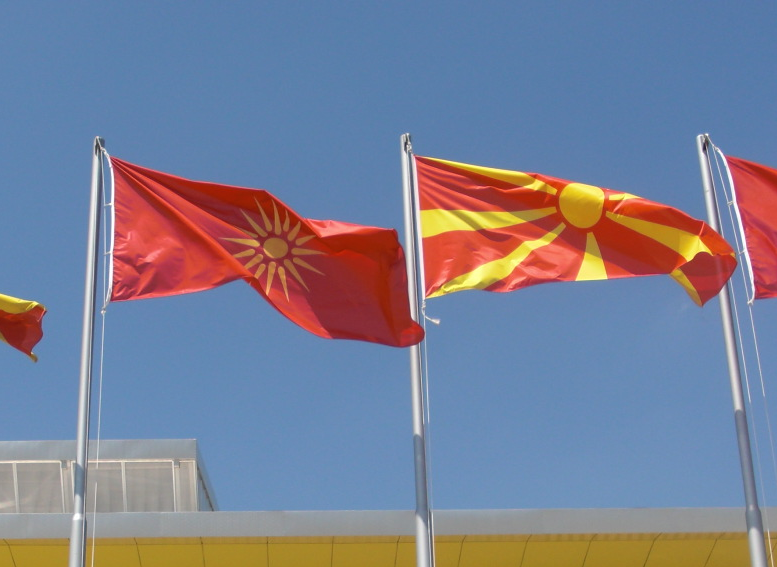
스코페에 게양된 북마케도니아의 옛 국기와 현재의 국기

북마케도니아의 국기는 1995년 10월 5일에 제정되었다. 빨간색 바탕에 8줄기의 햇살을 가진 금색 태양이 그려져 있으며 8줄기의 햇살은 가장자리로 갈수록 두꺼워지는 형태를 하고 있다. 금색 태양 문양은 알렉산드로스 대왕의 아버지인 필리포스 2세의 황금관의 문양에서 유래되었다. 북마케도니아의 디자이너인 미로슬라프 그르체프(Miroslav Grčev)가 디자인을 맡았다.
1992년에 제정되었던 국기는 빨간색 바탕 가운데에 16줄기의 햇살을 가진 금색 베르기나의 태양 문양이 그려져 있는 디자인을 한 국기였다. 하지만 마케도니아 국호 분쟁의 당사국인 그리스는 당시 북마케도니아가 사용하고 있던 국기에 대해 알렉산드로스 대왕과 관련된 문양이기 때문에 인정할 수 없다고 반발했고 유엔도 미국 뉴욕에 위치한 유엔 본부 청사에서 한동안 북마케도니아의 국기를 게양하지 않았다. 이에 따라 1995년 10월 5일에 빨간색 바탕에 8줄기의 햇살을 가진 금색 태양이 그려져 있는 형태의 디자인으로 수정하여 제정하였다.

## 규격과 색상
북마케도니아의 국기 규격과 색상은 다음과 같다.

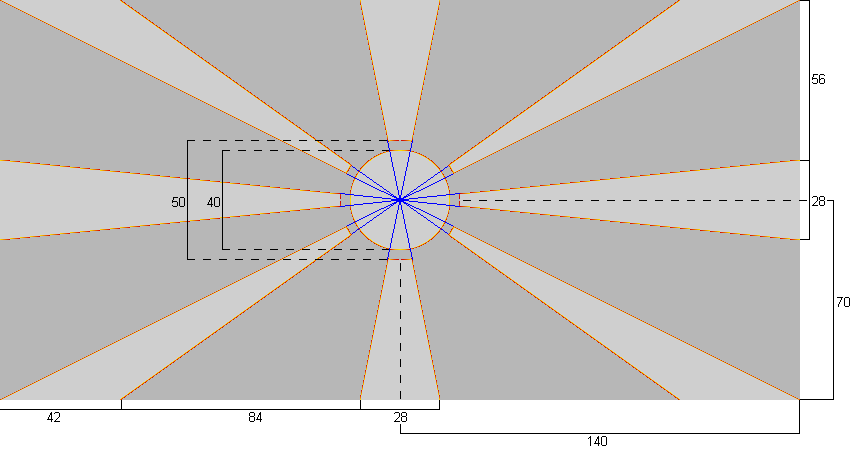
북마케도니아의 국기 규격

| 색상 | 빨강                | 노랑                 |
| ---- | ------------------- | -------------------- |
| RGB  | 216–33–38 (#D82126) | 248–233–46 (#F8E92E) |

## 이전의 국기

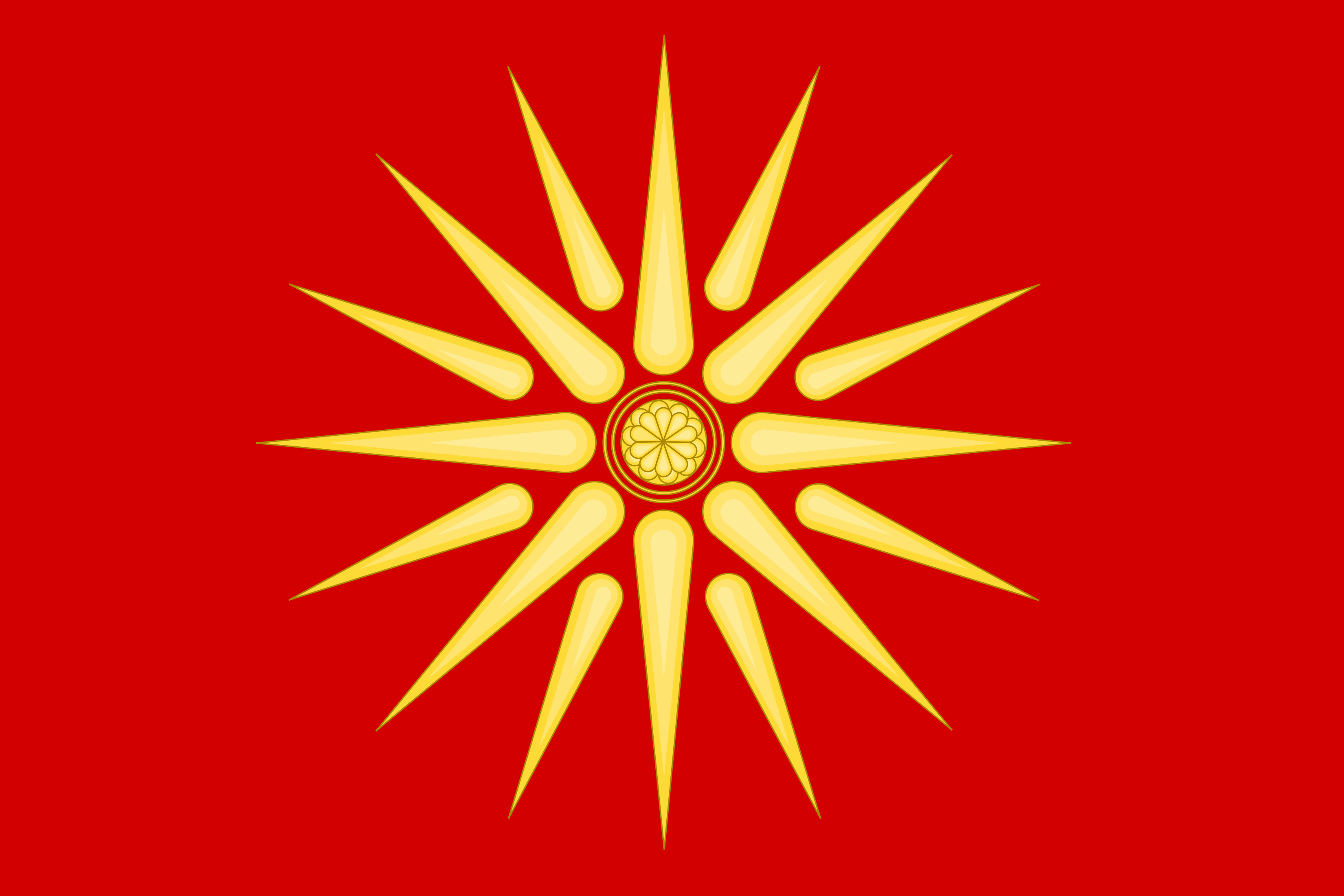
마케도니아 왕국의 국기 (기원전 808년 ~ 기원전 167년)
마케도니아 사회주의 공화국의 국기 (1946년 ~ 1991년)
마케도니아 공화국의 국기 (1992년 ~ 1995년)

## 1995년에 제안된 북마케도니아의 국기

1995년에 제안된 북마케도니아의 국기[1]
1995년에 제안된 북마케도니아의 국기[1]
1995년에 제안된 북마케도니아의 국기[1]
1995년에 제안된 북마케도니아의 국기[1]
1995년에 제안된 북마케도니아의 국기[1]
1995년에 제안된 북마케도니아의 국기[1]
1995년에 제안된 북마케도니아의 국기[1]
1995년에 제안된 북마케도니아의 국기[1]
1995년에 제안된 북마케도니아의 국기[1]
1995년에 제안된 북마케도니아의 국기[1]

## 같이 보기
- 북마케도니아의 국장